# ساتوشي تاكيدا
ساتوشي تاكيدا (باليابانية: 武田聡) هو سباح ياباني، ولد في 10 يونيو 1968.

## وصلات خارجية
- ساتوشي تاكيدا على موقع الاتحاد الدولي للسباحة (الإنجليزية)
- ساتوشي تاكيدا على موقع أوليمبيديا (الإنجليزية)